# Thysanolaeneae
Thysanolaeneae es una tribu de la subfamilia Centothecoideae perteneciente a la familia de las poáceas.

## Géneros
Tiene los siguientes géneros:
- Thysanolaena